# بخش مرکزی شهرستان اشکذر
اشکذر مرکزشهرستان اشکذر در استان یزد ایران است.

## تقسیمات کشوری
- بخش مرکزی شهرستان اشکذر
  - دهستان رستاق

شهرها: اشکذر، مجومرد

## جمعیت
بنابر سرشماری مرکز آمار ایران، جمعیت بخش مرکزی شهرستان اشکذر در سال ۱۳۸۵ برابر با ۲۲۴۸۳ نفر بوده است.